# Lolita (film, 1997)
Lolita (anglicky Lolita) je francouzsko-americké filmové drama z roku 1997 režírované Adrianem Lynem. Představuje druhou adaptaci Nabokovova stejnojmenného románu, napsaného v roce 1955. Hlavní postavy ztvárnili Jeremy Irons jako francouzský pedagog Humbert Humbert a Dominique Swainová jako Dolores „Lolita“ Hazeová. Ve vedlejších rolích se představili Melanie Griffithová, která hrála Charlottu Hazeovou a Frank Langella jako dramatik Clare Quilty. Hudbu zkomponoval italský skladatel Ennio Morricone.
V důsledku ústředního motivu hlavního hrdiny Humberta, kterým je hebefilie, bylo obtížné ve Spojených státech nalézt distributora. Evropská premiéra se uskutečnila dříve než americká a přinesla kontroverzní odezvu. Ve Spojených státech film odvysílala kabelová televizní stanice Showtime a následně distribuci zajistila společnost The Samuel Goldwyn Company. Na americkém kontinentu snímek přinesl smíšenou kritiku a po uvedení v kinech vyšel také na nosičích VHS a DVD, které byly vyprodány.
První filmovou adaptaci románu Lolita v  roce 1962 natočil režisér Stanley Kubrick pod stejným názvem Lolita.

## Děj
V létě 1947 přijíždí do Spojených států francouzský literární vědec Humbert Humbert (Jeremy Irons), který má v plánu napsat učebnici francouzštiny a nastoupit na pozici učitele v New Hampshire. Aby mohl pokračovat na své knize, tak si pronajímá pokoj v domě vdovy Charlotty Hazeové (Melanie Griffithová). Dům si vybírá také díky její adolescentní dceři Dolores (Dominique Swainová), která s ním začíná flirtovat. Od dětství jej chorobně přitahují mladé dívky, které si pro sebe nazval jako „nymfičky“. Uvědomuje si, že je to částečně způsobeno raným sexuálním zážitkem s dívkou Annabel, do níž se během léta 1921 v canneském rodinném hotelu zamiloval. Dívka však zemřela o čtyři měsíce později na tyfus, aniž by jejich láska došla naplnění. Oběma bylo tehdy čtrnáct let.
Aby zůstal v přítomnosti mladé americké dívky přezdívané „Lo“, rozhoduje se oženit s její matkou, která se do něj zamilovala. Ke zlomu dochází, když Charlotte vypáčí zásuvku Humbertova stolu a přečte si jeho tajný deník, v němž ji častuje urážkami a vyznává se z lásky k malé Dolores. Rozrušená manželka slibuje, že dceru už nikdy neuvidí a odchází přes ulici odeslat právě dopsané dopisy. Na silnici ji však sráží projíždějící auto a na místě podlehá smrtelným zraněním.
Tak se učiteli francouzštiny naskýtá možnost utužit vztah s nymfičkou, kterou odjíždí vyzvednout na dívčí letní tábor. Začíná ji oslovovat „lolita“. Nejdříve nevlastní dceři nalhává, že je matka pouze zraněná. Po první noci ji v hotelovém pokoji pohlavně zneužívá, když mu lolita ukazuje „hru pro dospělé“ naučenou na táboře. Následně křižují státy Unie a noci tráví po motelech. Sexuální vztah provází epizodické krize. Emocionálně nezralá Lo se stále více nudí svým nevlastním otcem a milencem v jedné osobě. Narůstá v ní touha po nezávislosti. Humbert, který ji za pohlavní styk poskytuje drobnou platbu, se rozhoduje přijmout učitelské místo na univerzitě v Beardsley, kam společně zamíří. Poté, co zde prožijou část školního roku, neshody vyvrcholí pokusem o dívčin útěk. Humbert nalézá lolitu v restauraci a po usmíření se rozhodují pokračovat v putování do jiného města.
Učitel získává na cestě neochvějnou jistotu, že jsou sledováni. Pronásledovatelem, jehož identitu nezná, je starší dramatik Clare Quilty (Frank Langella), s nímž v létě vedl noční rozhovor v hotelu, a který je také přitahován mladými dívkami. Jednoho dne Lolita onemocní a stráví několik dnů v nemocnici na pozorování. Když ji Humbert přijede vyzvednout, dozvídá se, že ji odvezl strýc. Zmatený učitel nejdříve zuří, po spatření policisty za oknem nemocnice se uklidňuje a odchází. Následuje dlouhé a bezvýsledné pátrání. Stopa vychladla.
O tři roky později Humbert obdrží dopis od téměř osmnáctileté lolity, která po něm požaduje finanční výpomoc. V listu se svěřuje, že je na mizině a s mladým manželem čeká dítě. Učitel ji navštěvuje v chudém obydlí a marně ji přemlouvá, aby s ním odjela. Stále nevlastní dceru miluje. Po odmítnutí předává nastávající matce čtyři tisíce dolarů a odjíždí zavraždit Quiltyho. Lo mu vypověděla celý příběh, jak s dramatikem utekla do Pavor Manoru v Parkingtonu, kde ji neúspěšně nutil točit porno s dalšími dívkami a za přispění jeho služebné Vivian. Přesto dodá, že Quilty představoval jediného muže, kterého v životě milovala.
Učitel Quiltyho zastřelí v jeho domě. Humbert je dopaden a během uvěznění v listopadu 1950 umírá na infarkt myokardu. Stejný osud potkává také Dolores, která na Štědrý večer téhož roku nepřežije porod.

## Obsazení
- Jeremy Irons – profesor Humbert Humbert
- Dominique Swainová – Dolores „Lolita“ Hazeová
- Frank Langella – Clare Quilty
- Melanie Griffithová – Charlotte Hazeová
- Suzanne Shepherdová – slečna Pratt
- Keith Reddin – reverend Rigger
- Erin J. Deanová – Mona
- Joan Gloverová – slečna LaBone
- Pat Pierre Perkins – Louise
- Ed Grady – Dr. Melinik
- Michael Goodwin – pan Beale
- Angela Patonová – paní Holmesová
- Ben Silverstone – mladý Humbert Humbert
- Emma Griffiths Malinoová – Annabel Leeová
- Ronald Pickup – otec mladého Humberta
- Michael Culkin – pan Leigh
- Annabelle Apsionová – paní Leighová
- Don Brady – Frank McCoo
- Trip Hamilton – pan Blue
- Michael Dolan – Dick
- Hallee Hirsh – malá dívka v úboru zajíčka
- Scott Brian Higgs – policista (u nehody)
- Mert Hatfield – policista (u nehody)
- Chris Jarman – policista
- Hudson Lee Long – starší úředník
- Jim Grimshaw – policista
- Lenore Banks – zdravotní sestra
- Dorothy Deavers – recepční
- Donnie Boswell – taxikář
- Judy Duggan – zpěvák a pianista
- Margaret Hammonds – zdravotní sestra
- Paula Davis – recepční v motelu
- Tim Gallin – sanitář

## Výdělek
Vzhledem k obtížnému zajištění distributora měl film pouze omezené promítání v kinech, což také znemožnilo získat nominace jednotlivých cen. První víkend dosáhly zisky nízké částky 19 492 dolarů. Celkový výdělek ve Spojených státech činil 1 147 784 dolarů. Ve srovnání s náklady 62 000 000 dolarů se tak snímek zařadil mezi největší kasovní propadáky v historii a podle stejného kritéria byl v té době hodnocen jako nejnákladnější televizní film vůbec.